# James Jackson (político de Georgia)
James Jackson (1757-1806) fue un político estadounidense del estado de Georgia perteneciente al Partido Demócrata-Republicano. Fue miembro de la Cámara de Representantes de los Estados Unidos de 1789 a 1791, y de 1801 hasta su muerte en 1806. En 1797 fue elegido vigésimo tercer gobernador de Georgia, ejerciendo el cargo de 1798 a 1801.

## Primeros años
James Jackson nació en Moretonhampstead, Devonshire, Inglaterra, el 21 de septiembre de 1757. En 1772, a la edad de 15 años, emigró con su familia a Savannah, Georgia. Siendo joven, llegó a ser famoso como duelista, con un temperamento fogoso. En 1785 se casó con Mary Charlotte Young, con quien tuvo cinco hijos, cuatro de ellos llegaron a tener cargos públicos importantes.

## Guerra de Independencia
Durante la guerra de Independencia de los Estados Unidos sirvió en el ejército de Georgia en la defensa de Savannah, en la batalla de Cowpens y en la recuperación de Augusta y Savannah. Cuando los británicos dejaron Savannah en julio de 1782, el general Anthony Wayne dio a Jackson el privilegio de tener las llaves de la ciudad.

## Carrera política
Después de la guerra, desarrolló sus prácticas de leyes en Savannah. Fue elegido primer legislador estatal de Georgia. Sus intereses en el ejército se reavivaron cuando se unió a la milicia contra los nativos indios, en la defensa de la frontera estatal. En 1788 fue elegido gobernador de Georgia, pero rechazó el cargo debido a su inexperiencia.
En 1789 fue elegido como miembro del Primer Congreso de los EE. UU. Como partidario de Thomas Jefferson, vigorosamente se opuso a los planes financieros de Alexander Hamilton que consistían en que cada estado asumiese sus deudas de la guerra. También era contrario a limitar o restringir la esclavitud. Se presentó a la reelección en 1791, pero fue vencido por su antiguo comandante Anthony Wayne. Pero Wayne había ganado el puesto injustamente, lo cual demostró Jackson, y finalmente Wayne fue depuesto.
Entretanto, el estado de Georgia había vendido millones de acres de su territorio más occidental a precios extremadamente bajos, lo que se conoció como Escándalo de las tierras Yazoo. Jackson, creyendo que la venta había sido un soborno, cambió su puesto en el Senado por uno en legislación en 1795.

## Legado o herencia
Jackson fue el patriarca de una dinastía política en Georgia. Su hijo, Yabez Young Jackson, fue elegido representante de Georgia para el vigésimo-cuarto y vigésimo-quinto Congreso de los EE. UU., y un nieto suyo fue un importante juez y administrador de la Universidad de Georgia.